# Ekhö – Spiegelwelt
Ekhö – Spiegelwelt (französisch EKHÖ – Monde Miroir) ist eine  französische Comicserie, die seit 2013 erscheint. Sie wurde von Christophe Arleston geschrieben und von Alessandro Barbucci gezeichnet.

## Handlungsort und Charaktere
Die Serie spielt in der Spiegelwelt Ekhö, die der Erde nachempfunden ist. Es gibt dort keinen Strom, dafür existiert Magie und es gibt eine Vielzahl von fantastischen Wesen. Darunter sind die eichhörnchenähnlichen Preshauns, die über das einwandfreie Funktionieren von Ekhö wachen. Die Preshauns können Menschen aus unserer Welt nach Ekhö bringen, aber wieder zurückzukehren ist nicht möglich.

### Charaktere
Ludmilla Tiller: War mit dem Flugzeug unterwegs nach New York, als sie von einem Preshaun nach Ekhö geholt wurde. Dort musste sie als Erbschaft die Leitung einer Künstleragentur übernehmen. Ludmilla kann von den Geistern Verstorbener besessen werden, weiß jedoch selbst nichts davon. Sie muss dann die Probleme der Geister lösen, um wieder frei von dem Geist zu sein. Wenn Ludmilla besessen ist, verändert sich ihre Frisur.
Juri Podrov: Informatiker und Ludmillas Sitznachbar im Flugzeug; weil sich Ludmilla an seinem Arm festklammerte, als sie nach Ekhö transferiert wurde, steckt er jetzt auch in der Spiegelwelt fest.
Sigisbert von Motafiume: Ein junger Preshaun und Notariatsgehilfe. Er hat die Aufsicht über Ludmilla und Juri, damit ihre Anwesenheit in Ekhö die Spiegelwelt nicht zu sehr aus dem Lot bringt.
Grace Lumumba: Eine Einheimische von Ekhö. Sie arbeitet als Sekretärin in der Agentur Tiller und verdingt sich in ihrer Freizeit als Stripteasetänzerin.

## Bände
Ekhö – Spiegelwelt umfasst derzeit zwölf Bände. Diese werden in Französisch seit 2013 durch Soleil und auf Deutsch seit 2014 durch Splitter publiziert. In Frankreich erscheint Ekhö jeweils in einer farbigen und in einer schwarzweissen Version.
- Band 1: New York (übersetzt von Tanja Krämling); 02/2014
- Band 2: Paris Empire (übersetzt von Tanja Krämling); 08/2014
- Band 3: Hollywood Boulevard (übersetzt von Tanja Krämling); 06/2015
- Band 4: Barcelona (übersetzt von Tanja Krämling); 12/2015
- Band 5: Das Geheimnis der Preshauns Le secret des Preshauns (übersetzt von Tanja Krämling); 11/2016
- Band 6: Deep South (übersetzt von Tanja Krämling); 11/2017
- Band 7: Swinging London (übersetzt von Tanja Krämling); 05/2018
- Band 8: Die Meerjungfrau von Manhattan La Sirène de Manhattan (übersetzt von Tanja Krämling); 06/2019
- Band 9: Abidjan-Nairobi Express (übersetzt von Tanja Krämling); 04/2020
- Band 10: Das Gespenst von Peking (übersetzt von Tanja Krämling); 10/2021
- Band 11: Hot Tabaaasco ! (übersetzt von Tanja Krämling); 12/2022
- Band 12: Die Walküre der Fjorde (übersetzt von Tanja Krämling); 01/2024

## Sonderausgaben
Im November 2019 erschien bei Splitter eine auf 444 Exemplare limitierte Vorzugsausgabe von Band 1 (New York) in schwarz-weiss im Format 27 cm × 38 cm mit Bonusmaterial.

## Rezensionen
Der Tagesspiegel schrieb zum ersten Band:
Die Geschichte hinter der Initial-Erkundung des in jederlei Hinsicht farbenfrohen Ekhös mit all seinen Eigen- und Besonderheiten zwischen der Tausendfüßler-U-Bahn und den exotischen Stripclubs ist am Ende eher belanglos und seicht – aber vielleicht macht Monsieur Arleston aus dieser schon jetzt so wuseligen und doch recht netten neuen Weltenschöpfung ja im Folgenden noch etwas mehr als lediglich einen routinierten Happen.
Comicgate schrieb zum zweiten Band:
Auch wenn einem einzelne Elemente bekannt vorkommen, wirkt hier alles sehr frisch und leicht [...]. Mit Alessandro Barbucci hat Arleston einen kongenialen Partner gefunden, der hier seiner Phantasie freien Lauf lassen kann und immer wieder wunderschöne Szenen einbaut, die man auf den ersten Blick gar nicht sonderlich registriert. Etwa dieses wunderschöne Grinsen einer Katze, die vor Hühnerkäfigen sitzt. Oder das gezierte Wegdrehen des Kopfes, wenn ein Drache seine Belohnung verschmäht. [...] Bei allem Detailreichtum, satter Farbverwendung und originellen Einfällen verlieren Arleston und Barbucci die Story aber nie aus dem Blick. Mit Ekhö haben die beiden mal wieder einen Meilenstein geschaffen. Wunderbar.

## Nachweise
1. ↑  Dossiers sur les séries et auteurs BD, Comics ou Manga Delcourt. Abgerufen am 21. Oktober 2020.
2. ↑  Splitter Verlag - Comics und Graphic Novels - Ekhö. Abgerufen am 21. Oktober 2020.
3. ↑  Ekhö monde miroir bedetheque.com, abgerufen am 29. September 2019
4. ↑  Ekhö – Spiegelwelt 01: New York – Splitter Diamant VZA. Abgerufen am 12. Februar 2023.
5. ↑  Christian Endres: Ludmilla hinter den Spiegeln. Tagesspiegel.de, Artikel vom 21. Februar 2014, abgerufen am 29. September 2019
6. ↑   Jons Marek Schiemann: Ekhö – Spiegelwelt 2: Paris Empire comicgate.de, Artikel vom 5. Februar 2015, abgerufen am 29. September 2019

## Weblink
- Ekhö – Spiegelwelt im Comicguide